# Chimarra leopoldi
Chimarra leopoldi är en nattsländeart som beskrevs av Jacquemart 1981. Chimarra leopoldi ingår i släktet Chimarra och familjen stengömmenattsländor. Inga underarter finns listade i Catalogue of Life.